# Кёрбер, Иоганн Фридрих
Иога́нн Фри́дрих Кёрбер (нем. Johann Friedrich Körber); (28 апреля 1701, Обероппург (Германия) — 18 (7) апреля 1767, Хельме, Валгаский уезд, Лифляндская губерния) — российский (лифляндский) богосолов. Пастор эстоноской евангелическо-лютеранской церкви.
Представитель немецко-балтийского духовно-аристократического рода Körber. Родоначальник немецко-балтийской её ветви.
Потомок одного из первых лютеранских богословов — Отто Корбера.

## Биография
Родился старшим сыном протестантского пастора из Тюрингии Адама Фридриха Кёрбера (нем. Johann Friedrich Körber) (31.07.1674, Тройен, Саксония — 22.04.1742, Крёльпа, Тюрингия) и его жены графини Марии Элизабет фон Штауфенбуль (нем. Maria Elisabeth von Eggenberg Stauffenbul) (? — 11.12.1714, Крёльпа). Отец Адам Фридрих Кёрбер служил настоятелем церкви в Крёльпа и был праправнуком известного протестантского пастора из Бамберга (Бавария) Отто Корбера — одного из ближайших сподвижников главного христианского реформатора Мартина Лютера.
Иоганн Фридрих уже в детские годы проявил удивительные способности. В возрасте семи лет он был зачислен в одно из самых престижных учебных заведений Германии для особо одарённых детей — «королевскую школу» Шульпфорт (Schulpforta) недалеко от Наумбурга.
Даже в такой непростой школе Кёрбер выделялся глубиной знаний, особенно в области философии и истории. По отзывам современников его переводы стихов с греческого языка были просто великолепны. Был случай, когда в знак особого расположения к юному полиглоту настоятель школы стоя приветствовал маленького Иоганна, обратившись к нему на древнегреческом языке.

Сразу после окончания школы Кёрбер продолжил учёбу на теологическом факультете Йенского университета. Хотя раскол реформаторской церкви был давно преодолен, в университете оказалось немало ученых-богословов, которые придерживались взглядов пиетистов. Постоянные споры между лютеранами-догматиками и пиетистами не могли не коснуться студентов. Позже Кёрбер писал: 
…все это создавало для нас большие трудности и даже опасности, особенно в условиях, когда надо было совершать службу или обращаться с проповедью. Было трудно остаться незапятнанным и не предать собственных взглядов.Seuberlich E. Stammtafeln Deutsch-Baltischer Geschlechter., 1931.
Завершив университетский курс в возрасте 20-ти лет и существенно опередив при этом сверстников, Кёрбер задержался в университете ещё на несколько лет, поскольку по возрасту не мог претендовать на звание магистра. Только в 1725 году, получив диплом и рекомендации барона Вольмара Антона фон Шлиппенбаха, он отправился в Ливонию, которая лишь недавно, после окончания Северной войны, была присоединена к России.
Первое время Иоганн Кёрбер выполнял обязанности домашнего учителя в семействе Акель (имение Порнузе близь Вильянди), затем, 27 июля 1727 года он был рукоположен в пасторы и направлен в лютеранский приход церкви Святого Петра в Тарвасту. Здесь пастор Кёрбер оказался одним из первых в Ливонии, кто стал обращаться к пастве на эстонском языке. Спустя почти 20 лет, 21 сентября 1746 года Иоганн Кёрбер был переведен в Отепя, где находился очень недолго. Уже 29 апреля 1748 года он возглавил приход церкви Святой Марии в Хельме. Церковные новости относили И. Ф. Кёрбера к самым «благомыслящим, трудолюбивым и потому популярным» проповедникам Лифляндии. Друзья и прихожане характеризовали его исключительно как «скромного, гостеприимного, доброжелательного и чрезвычайно щедрого человека». 6 мая 1749 года общим решением церковнослужителей пробстского округа Иоганн Кёрбер был назначен пробстом (старшим пастором), всех евангелических приходов в Пернове.
В эти годы большое внимание Иоганн Кёрбер уделял организации образования в Ливонии. Реформирование преподавания стало важнейшим его делом. Предложения И. Ф. Кёрбера по совершенствованию системы школьного образования в губернии были в основном одобрены церковным управлением и осуществлены. Будучи весьма образованным человеком и отличавшийся высоким уровнем культуры за свою жизнь И. Ф. Кёрбер собрал уникальную библиотеку — одну из самых богатых в Эстонии. Судьба её оказалась печальной. После смерти пастора библиотека досталась его сыну и полностью погибла в пожаре.
Иоганн Кёрбер был женат на вдове своего предшественника в Тарвасту — пастора Антона Теофила Лау (Anton Theophil Lau) Анне Марии ур. Райхенбах. Пастор Кёрбер скоропостижно скончался в возрасте 66 лет. Похоронен в Хельме.

## Семья
- Жена: Анна Мария Райхенбах (нем. Anna Maria Reichenbach) (29.07.1699, Рига — 1765, Хельме) — дочь известного органиста Домского собора в Риге Фредерика Райхенбах и его жены — Анны Марии Хоппстадтен (Hoppstadten);
  - Дочь: Марта Элизабет Кёрбер (нем. Martha Elisabeth Körber) (27.07.1734, Тарвасту — ?) — жена пастор Иоганна Абрахама Винклера (нем. Johann Abraham Winkler) (27.04.1722, Ревель — 08.1769, Феллин);
  - Сын: Пауль Иоганн Кёрбер (нем. Paul Johann Körber) (20.10.1735, Тарвасту — 14.11.1795, Вынну) — пастор;
  - Сын: Питер Фридрих фон Кёрбер (нем. Peter Friedrich v. Körber) (27.03.1732, Тарвасту — 17.10.1799, Ревель)[3] — доктор медицины;
    - Внук: Иоганн Фридрих фон Кёрбер (нем. Johann Friedrich Körber) (18.2.1765, Ревель — 19.3.1823, Митау)[4] — доктор медицины;
- Брат: Иоганн Вильгельм Кёрбер (Johann Wilhelm Körber) (6.04.1713, Крёльпа — ?) — родоначальник австрийской (аристократической) ветви рода, самым ярким представителем которой стал его праправнук, канцлер Австро-Венгерии Эрнст фон Кёрбер.